# Pterostemma
Pterostemma – rodzaj roślin z rodziny storczykowatych (Orchidaceae). Obejmuje 4 gatunki występujące w Ameryce Południowej w Ekwadorze i Kolumbii.

## Systematyka
Rodzaj sklasyfikowany do podplemienia Oncidiinae w plemieniu Cymbidieae, podrodzina epidendronowe (Epidendroideae), rodzina storczykowate (Orchidaceae), rząd szparagowce (Asparagales) w obrębie roślin jednoliściennych.
Wykaz gatunków
- Pterostemma antioquiense F.Lehm. & Kraenzl.
- Pterostemma barrerana (Kolan. & Szlach.) J.M.H.Shaw
- Pterostemma benzingii (Dodson) M.W.Chase & N.H.Williams
- Pterostemma escobarii (Dodson) M.W.Chase & N.H.Williams